# Alexander Michailowitsch Owetschkin
Alexander Michailowitsch Owetschkin (russisch Александр Михайлович Овечкин; englische Transkription: Alexander Mikhailovich Ovechkin; * 17. September 1985 in Moskau, Sowjetunion) ist ein russischer Eishockeyspieler. Der linke Flügelstürmer spielt seit 2005 für die Washington Capitals in der National Hockey League, die ihn im NHL Entry Draft 2004 an erster Gesamtposition ausgewählt hatten. Mit dem Team gewann er 2018 den Stanley Cup und wurde dabei mit der Conn Smythe Trophy als wertvollster Spieler ausgezeichnet.
Owetschkin gilt als einer der besten Eishockeyspieler der Geschichte, insbesondere im Hinblick auf seine Fähigkeiten als Torjäger. Seit April 2025 ist er Rekordtorschütze der NHL und übertraf dabei die lange als unerreichbar geltenden 894 Treffer von Wayne Gretzky. Er gewann ferner als bisher einziger Spieler der NHL-Historie neun Mal die Maurice Richard Trophy als bester Torschütze der NHL, während kein Spieler mehr Tore in Überzahlsituationen erzielte als er. Zudem wurde der Russe je drei Mal mit der Hart Memorial Trophy und dem Lester B. Pearson/Ted Lindsay Award als wertvollster Spieler der Liga ausgezeichnet, während er die NHL im Jahre 2008 in Scorerpunkten anführte und daher die Art Ross Trophy erhielt. Bei den Washington Capitals, die er seit 2010 als Kapitän anführt, hält er darüber hinaus zahlreiche Rekorde, unter anderem für die meisten Spiele, Tore und Scorerpunkte.
Auf internationaler Ebene wurde Owetschkin mit der russischen Nationalmannschaft drei Mal Weltmeister, verpasste bei Olympischen Winterspielen allerdings bisher jeweils die Medaillenränge mit der Sbornaja.

## Karriere

### HK Dynamo Moskau (2001–2005)
Mit 16 Jahren spielte Owetschkin in der Saison 2001/02 bereits für die zweite Mannschaft der Profiabteilung des HK Dynamo Moskau und wurde noch in derselben Spielzeit in die erste Mannschaft der Superliga berufen. Aufgrund seiner guten Leistungen nahm er mit der russischen U18-Nationalmannschaft an der Weltmeisterschaft dieser Altersklasse teil und gewann die Silbermedaille. Mit 14 Toren und vier Vorlagen in den acht Turnierspielen war er bester Scorer und bester Torschütze des Turniers. Ab der Saison 2002/03 war Owetschkin fester Bestandteil der ersten Mannschaft von HK Dynamo Moskau und spielte ein solides Jahr mit 15 Scorerpunkten.
Im Januar 2003 lief er zudem erstmals für die russische U20-Auswahl bei der Junioren-WM auf. Russland verteidigte den schon im Vorjahr gewonnenen Titel und Owetschkin war zusammen mit Patrik Bärtschi, Igor Grigorenko und Jussi Jokinen, die alle sechs Treffer erzielten, bester Torjäger der Weltmeisterschaft. Drei Monate später gewann Owetschkin außerdem bei der U18-Weltmeisterschaft die Bronzemedaille. Im Spieljahr 2003/04 war Owetschkin drittbester Scorer von HK Dynamo Moskau, allerdings konnte er mit ihnen bis dahin noch keinen Mannschaftserfolg verbuchen. Und auch auf internationaler Ebene blieb 2004 der Erfolg aus. Nach einem fünften Platz bei der U20-Weltmeisterschaft scheiterte Russland im Mai 2004 bei Owetschkins erster Teilnahme an der Weltmeisterschaft der Senioren bereits in der Zwischenrunde.
Durch seine guten Leistungen bei den internationalen Turnieren hatte Owetschkin die Franchises der National Hockey League auf sich aufmerksam gemacht und galt schon vor dem NHL Entry Draft 2004 als das größte Talent seines Jahrgangs, sodass ihn die Washington Capitals schließlich auch als Gesamtersten auswählten. Allerdings konnte er in der Saison 2004/05 noch nicht sein NHL-Debüt geben, da die Saison wegen des Lockout abgesagt wurde. Stattdessen spielte Owetschkin noch ein weiteres Jahr für HK Dynamo Moskau an der Seite seiner NHL-erfahrenen Landsleute Pawel Dazjuk, Maxim Afinogenow, Alexander Frolow und Andrei Markow, die wegen des Spielstopps in Nordamerika in ihre Heimat zurückgekehrt waren, und gewann die russische Meisterschaft.
Ebenfalls im Jahr 2005 feierte Owetschkin seine letzten Erfolge bei der U20-Junioren-Weltmeisterschaft mit dem Gewinn der Silbermedaille und dem dritten Platz in der Scorerwertung hinter Patrice Bergeron und Ryan Getzlaf. Vier Monate später holte er mit den Profis zudem die Bronzemedaille bei der Weltmeisterschaft in Österreich und war bester Scorer der russischen Nationalmannschaft.

### Washington Capitals (seit 2005)

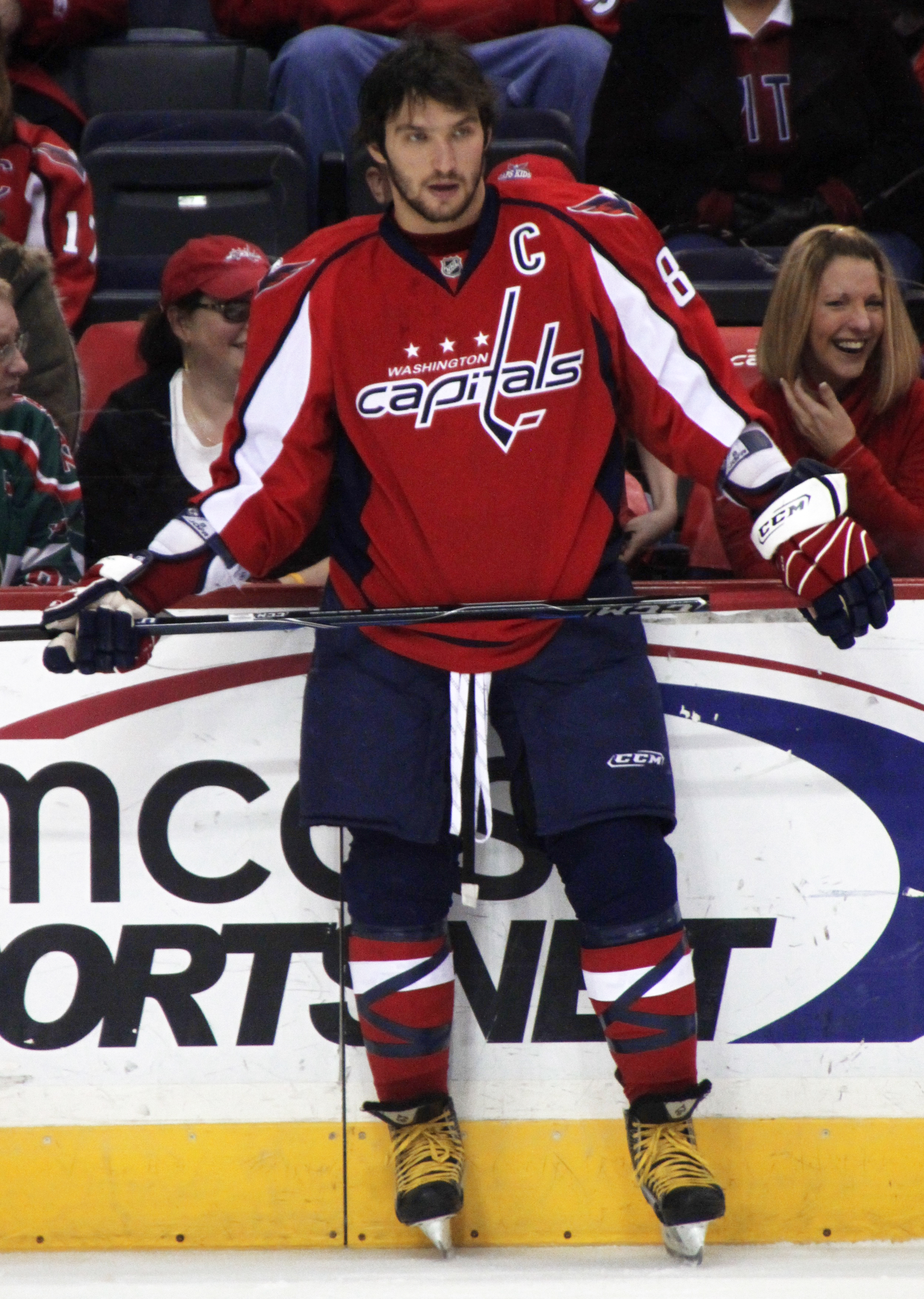
Owetschkin nach seiner Ernennung zum Mannschaftskapitän im Januar 2010

Im Herbst 2005 ging Owetschkin schließlich für die Washington Capitals in seine erste NHL-Saison und erzielte bereits in seinem zweiten Spiel zwei Tore. Während der Saison erhielt er im Dezember 2005 und Januar 2006 die Auszeichnung als bester Rookie des Monats und erzielte am 13. Januar 2006 den ersten Hattrick seiner NHL-Karriere. Im Februar 2006 stand Owetschkin im Kader der russischen Nationalmannschaft für die Olympischen Winterspiele in Turin, die sie auf dem vierten Platz beendeten, wobei Owetschkin im Laufe des Turniers fünf Tore erzielt hatte und in das All-Star-Team gewählt wurde. Nach den Olympischen Winterspielen wurde die NHL-Saison fortgesetzt, die für die Washington Capitals allerdings ohne eine Playoffteilnahme endete. Owetschkin lag am Ende auf dem dritten Platz in der Scorerwertung mit 106 Punkten und war drittbester Torschütze der Liga mit 52 Toren. Für seine guten Leistungen wurde er schließlich in das NHL First All-Star Team gewählt und mit der Calder Memorial Trophy als bester Rookie der Saison ausgezeichnet, womit er sich gegen Sidney Crosby durchsetzte. Zudem wurde er für den Lester B. Pearson Award als bester Spieler der NHL nominiert. Im Mai 2006 spielte er erneut für das russische Nationalteam bei der Weltmeisterschaft, scheiterte jedoch schon im Viertelfinale.
Die Saison 2006/07 versprach für die Washington Capitals kaum Besserung. Nach einem guten Saisonstart, für den er mit seiner ersten Teilnahme am NHL All-Star Game belohnt wurde, fehlte Owetschkin in der zweiten Saisonhälfte die Konstanz und die Capitals verpassten erneut die Playoffs. Owetschkin beendet die Saison mit 92 Punkten und 46 Toren, womit er den vierten Platz in der Torschützenliste belegte, und wurde zudem erneut in das NHL First All-Star Team gewählt. Im Anschluss an die NHL-Saison gewann er in Russland bei der Weltmeisterschaft die Bronzemedaille.
In der Saison 2007/08 wurde Owetschkin zum zweiten Mal zum NHL All-Star Game eingeladen, nachdem er bereits nach der Hälfte der Spielzeit auf 30 Tore kam und am 29. Dezember 2007 bei einem 8:6-Sieg über die Ottawa Senators zum ersten Mal vier Tore und fünf Punkte in einem Spiel erzielte. Trotz Owetschkins guten Leistungen lagen die Washington Capitals im Rennen um die Playoffplätze erneut deutlich zurück, was Gerüchte schürte, dass er nach Ablauf seines Vertrages im Sommer 2008 zu einem konkurrenzfähigeren Team wechseln könnte. Doch am 11. Januar 2008 gaben die Capitals bekannt, dass man sich mit Owetschkin auf einen Vertrag über 13 Jahre und die Rekordsumme von 124 Millionen US-Dollar geeinigt hatte. Im weiteren Saisonverlauf lieferte er sich mit seinem Landsmann Jewgeni Malkin einen Zweikampf um den ersten Platz in der Scorerwertung. Am 18. März erreichte er durch einen Assist zum zweiten Mal in seiner Karriere die Marke von 100 Scorerpunkten und nur drei Tage später, am 21. März, gelang es ihm durch einen Treffer gegen die Atlanta Thrashers als erster Spieler seit Mario Lemieux und Jaromír Jágr in der Saison 1995/96 60 Tore innerhalb einer Spielzeit zu erzielen. Am 3. April ging er erneut in die Geschichtsbücher ein. Nachdem er zwei Tore gegen Tampa Bay erzielt hat, gilt er als der Linksaußen mit den meisten in einer Saison erzielten Toren und brach damit den Rekord von Luc Robitaille.

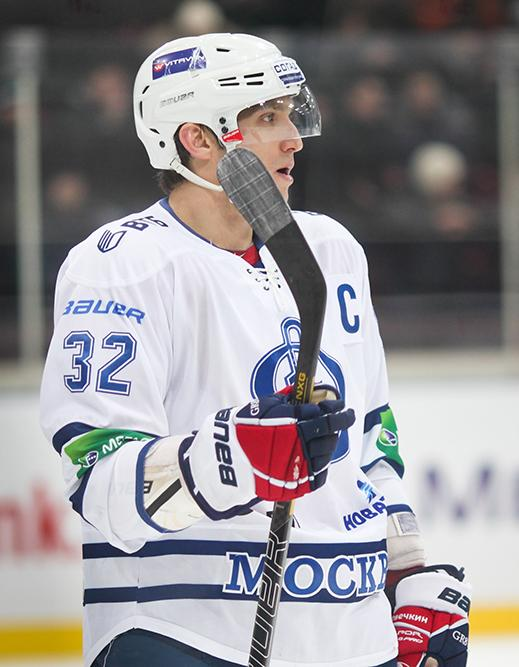
Owetschkin während des Lockouts 2012

Am 5. Januar 2010 wurde Owetschkin zum Kapitän der Washington Capitals ernannt. Die Saison 2009/10 schloss er mit 109 Punkten ab. In den Play-offs scheiterte Owetschkin wieder vorzeitig mit den Capitals, diesmal in der ersten Runde gegen die Montréal Canadiens. Dadurch konnte er an der Weltmeisterschaft in Deutschland teilnehmen und musste sich dort mit seinem Team erst im Finale der Tschechischen Republik geschlagen geben. Weiterhin gewann er zum dritten Mal in Serie den Lester B. Pearson Award, der seit der Saison 2010 unter dem Namen Ted Lindsay Award vergeben wird. In der Saison 2010/11 nahm Owetschkin mit seiner Mannschaft am NHL Winter Classic 2011 gegen die Penguins teil, konnte jedoch beim 3:1-Sieg der Capitals keinen Scorerpunkt markieren. Im März 2011 erzielte der Russe im Spiel gegen die Edmonton Oilers den 600. Scorerpunkt seiner NHL-Laufbahn, ehe er einen Monat später auch sein 300. Tor in der NHL schoss. Nachdem Owetschkin im Januar 2012 von der Liga aufgrund eines Checks gegen seinen Gegenspieler Zbyněk Michálek für drei Spiele gesperrt wurde, entschied er sich trotz einer Nominierung nicht am NHL All-Star Game teilzunehmen, da er ein Auflaufen wegen der Suspendierung als unverdient empfinden würde.
Nach zwei Spielzeiten mit eher geringen Offensivstatistiken konnte Owetschkin in der durch den Lockout verkürzten Saison 2012/13 wieder an frühere Leistungen anknüpfen und war nach Beendigung der Saison mit 32 Toren der beste Torschütze der Liga, wodurch er zum dritten Mal die Maurice Richard Trophy erhielt. In der Saison 2013/14 erzielte er im Dezember 2013 beim Spiel gegen die Carolina Hurricanes das 400. Tor seiner NHL-Karriere. Die Saison beendete der Angreifer paradoxerweise mit einer Plus/Minus-Statistik von −35, obwohl er mit 51 Treffern erneut als bester Torschütze mit der Maurice Richard Trophy ausgezeichnet wurde. Zu Beginn der Spielzeit 2014/15 überholte Owetschkin mit seinem 826. Scorerpunkt im Spiel gegen die Calgary Flames den ehemaligen Rekordhalter Peter Bondra und wurde damit zum punktbesten Akteur in der Geschichte der Washington Capitals. Die Saison beendete er mit 53 Toren und sicherte sich damit zum dritten Mal in Folge und zum fünften Mal insgesamt die Maurice Richard Trophy als torgefährlichster Spieler der NHL.
Im November 2015 überholte er mit seinem 484. NHL-Treffer den vorherigen Rekordhalter Sergei Fjodorow als erfolgreichsten russischen Torschützen in der Geschichte der Liga und erreichte drei Monate später im Spiel gegen die Ottawa Senators die Bestmarke von 500 NHL-Toren in seiner bisherigen Karriere. Dies gelang ihm in seinem 801. Spiel, wodurch er zum fünft-schnellsten Spieler der NHL-Geschichte wurde, der die Marke von 500 Treffern erreicht; weniger Spiele benötigten nur Wayne Gretzky, Mario Lemieux, Mike Bossy und Brett Hull. Am Ende der Saison 2015/16 verbuchte er insgesamt 50 Treffer und gewann die vierte Maurice Richard Trophy in Folge sowie die sechste insgesamt.

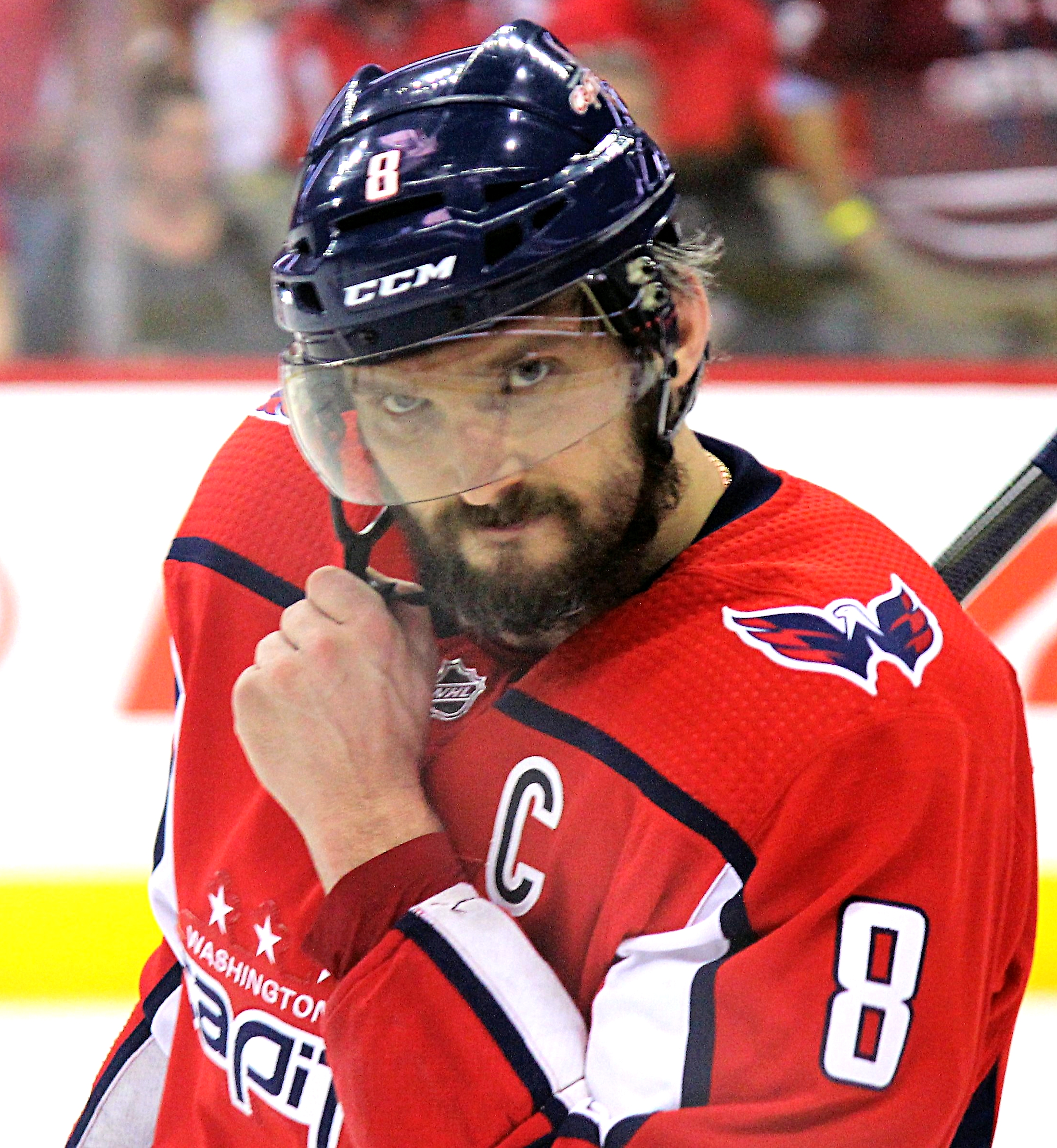
Owetschkin 2018 während der Eastern Conference Finals

Am 11. Januar 2017 schoss er in seinem 880. NHL-Spiel zwei Tore für die Capitals gegen die Pittsburgh Penguins und erreichte als 84. Spieler überhaupt und als dritter Russe in der Geschichte der NHL die Marke von 1000 Punkten. Im November 2017 erzielte er beim 4:2-Sieg gegen die Toronto Maple Leafs den zwanzigsten Hattrick seiner bisherigen NHL-Karriere. Zudem absolvierte der Russe im April 2018 sein 1000. Spiel in der NHL und gewann wenig später seine siebte Maurice Richard Trophy.
In den folgenden Playoffs 2018 gewann Owetschkin mit den Capitals den ersten Stanley Cup der Franchise-Geschichte. Er wurde dabei mit 15 erzielten Treffern zum besten Torschützen der Playoffs und erhielt in der Folge die Conn Smythe Trophy als wertvollster Spieler dieser post-season, wobei er erst der zweite linke Flügelstürmer war (nach Bob Gainey; 1979), dem diese Ehre zuteilwurde. Darüber hinaus wurde er damit zum ersten Russen sowie dritten Europäer nach Nicklas Lidström (2008) und Zdeno Chára (2011), der sein Team als Kapitän zum Stanley-Cup-Sieg führte.
Im März 2019 verzeichnete Owetschkin seinen 1200. Scorerpunkt in der regulären NHL-Saison. Wenig später beendete er die Spielzeit mit 51 Treffern, was ihm seine achte Maurice Richard Trophy einbrachte. Die neunte folgte in der verkürzten Saison 2019/20, wobei er 48 Tore verzeichnete und sich die Trophäe mit David Pastrňák teilte. Im Juli 2021 unterzeichnete er einen weiteren Fünfjahresvertrag in Washington, der ihm ein durchschnittliches Jahresgehalt von 9,5 Millionen US-Dollar einbringen soll. Im November 2021 erzielte er seinen 742. Treffer in der NHL und überholte somit Brett Hull (741) in der ewigen Torschützenliste der NHL. Dort standen zwischenzeitlich nur noch Jaromír Jagr (766), Gordie Howe (801) und Wayne Gretzky (894) vor ihm. Beim 3:1-Erfolg am 4. Dezember 2021 gegen die Columbus Blue Jackets erzielte er mit dem Treffer zum zwischenzeitlichen 2:0 sein 750. Tor in der NHL. Am 15. Dezember 2021 erzielte Owetschkin seinen 274. Treffer im Überzahlspiel und egalisierte somit den bisherigen NHL-Rekord von Dave Andreychuk, den er schließlich am Ende des Monats übertraf. Im März 2022 überholte er dann mit seinem 767. Tor Jaromir Jágr sowie im Dezember 2022 mit seinem 802. Treffer auch Gordie Howe. Am 24. Februar 2024 erreichte er als 41. Spieler die Marke von 1400 NHL-Spielen.
Im April 2025 erzielte Owetschkin schließlich seinen 895. Treffer in der NHL und übertraf damit den lange Zeit als unerreichbar geltenden Bestwert von Wayne Gretzky (894), sodass der Russe seither Rekordtorschütze der Liga ist. Dem Russen gelang dies in seinem 1487. NHL-Einsatz, die gleiche Anzahl von Partien, die Gretzky absolviert hatte.
Darüber hinaus ehrte man ihn nach der Saison 2024/25 mit dem Mark Messier Leadership Award für seine Führungsqualitäten.

## Soziales und politisches Engagement

### Wohltätigkeit
Alexander Owetschkin unterstützt die American Special Hockey Association (ASHA) als Botschafter und Spender. Er beteiligt sich seit 2014 an Trainingscamps der ASHA für Kinder mit Behinderungen. Außerdem führte er 2006 ein Programm ein, das Kindern aus Familien mit niedrigem Einkommen ermöglicht, ein Spiel der Washington Capitals zu besuchen.
Außerdem unterstützt er die Kinderkrebsforschung mit einer Spendenkampagne.
Owetschkin ist Athletenbotschafter der Entwicklungshilfeorganisation Right to Play.

### Unterstützung für Wladimir Putin
Alexander Owetschkin rief im November 2017 auf seinem Instagram-Kanal die informelle Bewegung „PutinTeam“ ins Leben, um Wladimir Putin bei der Präsidentschaftswahl in Russland 2018 zu unterstützen.
Nach dem russischen Angriff auf die Ukraine 2022 sprach er sich zwar generell für die Beendigung von Kriegen aus, aber ohne Russland oder Putin direkt für den Angriff zu kritisieren.
Sein Profilbild auf Instagram zeigt ihn bis heute gemeinsam mit Wladimir Putin. US-amerikanische Medien spekulierten darüber, dass Owetschkin sein Profilbild mit Putin aufgrund von Sicherheitsbedenken nicht geändert hätte.

## Privatleben
Alexander Owetschkins Mutter, Tatjana Owetschkina, war in den 1970er Jahren eine erfolgreiche Basketballspielerin. 1976 und 1980 gewann sie mit der sowjetischen Nationalmannschaft die Goldmedaille bei den Olympischen Sommerspielen und holte zwischen 1970 und 1980 zudem einmal den Weltmeister- und fünf Mal den Europameistertitel. Wie seine Mutter trägt Alexander Owetschkin die Trikotnummer 8. Sein Vater Michail Owetschkin (1951–2023) war ein professioneller Fußballspieler beim FK Dynamo Moskau. Owetschkin hatte zwei Brüder: Sergei (1971–1995), der bei einem Verkehrsunfall starb, und Michail (* 1972).
Owetschkin und seine Ehefrau Anastassija „Nastja“ Schubskaja (* 1993) haben zwei Söhne: Sergei (* 2018) und Ilja (* 2020). Seine Schwiegermutter war die Schauspielerin Wera Witaljewna Glagolewa.

## Erfolge und Auszeichnungen
| - 2005 Russischer Meister mit dem HK Dynamo Moskau - 2005 NHL-Rookie des Monats Dezember - 2006 NHL-Offensivspieler des Monats Januar - 2006 NHL-Rookie des Monats Januar - 2006 Calder Memorial Trophy - 2006 NHL First All-Star Team - 2006 NHL All-Rookie Team - 2006 Charlamow Trofi - 2007 Teilnahme am NHL All-Star Game - 2007 NHL First All-Star Team - 2007 Charlamow Trofi - 2008 Teilnahme am NHL All-Star Game - 2008 NHL-Spieler des Monats Januar - 2008 NHL-Spieler des Monats März - 2008 Art Ross Trophy - 2008 Maurice ‚Rocket‘ Richard Trophy - 2008 Lester B. Pearson Award - 2008 Hart Memorial Trophy - 2008 NHL First All-Star Team - 2008 Charlamow Trofi - 2008 NHL-Spieler des Monats November - 2009 Teilnahme am NHL All-Star Game - 2009 Maurice ‚Rocket‘ Richard Trophy - 2009 NHL First All-Star Team - 2009 Hart Memorial Trophy - 2009 Lester B. Pearson Award - 2009 Charlamow Trofi - 2010 NHL-Spieler des Monats Januar - 2010 Charlamow Trofi - 2010 Ted Lindsay Award - 2010 NHL First All-Star Team - 2011 Teilnahme am NHL All-Star Game - 2011 NHL Second All-Star Team - 2012 Teilnahme am NHL All-Star Game (persönlicher Verzicht wegen Suspendierung) | - 2013 Russischer Meister mit dem HK Dynamo Moskau - 2013 NHL-Spieler des Monats April - 2013 Maurice ‚Rocket‘ Richard Trophy - 2013 Hart Memorial Trophy - 2013 NHL First All-Star Team - 2013 NHL Second All-Star Team - 2014 Maurice ‚Rocket‘ Richard Trophy - 2014 NHL Second All-Star Team - 2014 Charlamow Trofi - 2015 Teilnahme am NHL All-Star Game - 2015 NHL-Spieler des Monats Januar - 2015 Maurice ‚Rocket‘ Richard Trophy - 2015 NHL First All-Star Team - 2015 Charlamow Trofi - 2016 Teilnahme am NHL All-Star Game (verletzungsbedingte Absage) - 2016 Maurice ‚Rocket‘ Richard Trophy - 2016 NHL Second All-Star Team - 2017 Teilnahme am NHL All-Star Game - 2018 Teilnahme am NHL All-Star Game - 2018 Maurice ‚Rocket‘ Richard Trophy - 2018 Stanley-Cup-Gewinn mit den Washington Capitals - 2018 Conn Smythe Trophy - 2018 Charlamow Trofi - 2019 Teilnahme am NHL All-Star Game (persönlicher Verzicht) - 2019 Maurice ‚Rocket‘ Richard Trophy - 2019 NHL First All-Star Team - 2020 Teilnahme am NHL All-Star Game (persönlicher Verzicht) - 2020 NHL-Spieler des Monats Januar - 2020 Maurice ‚Rocket‘ Richard Trophy (gemeinsam mit David Pastrňák) - 2021 NHL-Spieler des Monats Oktober - 2022 Teilnahme am NHL All-Star Game (verletzungsbedingte Absage) - 2022 NHL-Spieler des Monats Dezember - 2023 Teilnahme am NHL All-Star Game - 2025 Mark Messier Leadership Award |

### International
| - 2002 Silbermedaille bei der U18-Junioren-Weltmeisterschaft - 2002 Topscorer der U18-Junioren-Weltmeisterschaft - 2002 Bester Torschütze der U18-Junioren-Weltmeisterschaft - 2002 All-Star-Team der U18-Junioren-Weltmeisterschaft - 2003 Goldmedaille bei der U20-Junioren-Weltmeisterschaft - 2003 Bester Torschütze der U20-Junioren-Weltmeisterschaft - 2003 Bronzemedaille bei der U18-Junioren-Weltmeisterschaft - 2003 Bester Torschütze der U18-Junioren-Weltmeisterschaft - 2003 All-Star-Team der U18-Junioren-Weltmeisterschaft - 2005 Silbermedaille bei der U20-Junioren-Weltmeisterschaft - 2005 Bester Torschütze der U20-Junioren-Weltmeisterschaft - 2005 Bester Stürmer der U20-Junioren-Weltmeisterschaft | - 2005 Bronzemedaille bei der Weltmeisterschaft - 2006 All-Star-Team des olympischen Eishockeyturniers - 2006 All-Star-Team der Weltmeisterschaft - 2007 Bronzemedaille bei der Weltmeisterschaft - 2008 Goldmedaille bei der Weltmeisterschaft - 2008 All-Star-Team der Weltmeisterschaft - 2010 Silbermedaille bei der Weltmeisterschaft - 2012 Goldmedaille bei der Weltmeisterschaft - 2014 Goldmedaille bei der Weltmeisterschaft - 2015 Silbermedaille bei der Weltmeisterschaft - 2016 Bronzemedaille bei der Weltmeisterschaft - 2019 Bronzemedaille bei der Weltmeisterschaft |

## Karrierestatistik
Stand: Ende der Saison 2024/25

### International
Vertrat Russland bei:
| - U18-Junioren-Weltmeisterschaft 2002 - U20-Junioren-Weltmeisterschaft 2003 - U18-Junioren-Weltmeisterschaft 2003 - U20-Junioren-Weltmeisterschaft 2004 - Weltmeisterschaft 2004 - World Cup of Hockey 2004 - U20-Junioren-Weltmeisterschaft 2005 - Weltmeisterschaft 2005 - Olympischen Winterspielen 2006 - Weltmeisterschaft 2006 - Weltmeisterschaft 2007 - Weltmeisterschaft 2008 | - Olympischen Winterspielen 2010 - Weltmeisterschaft 2010 - Weltmeisterschaft 2011 - Weltmeisterschaft 2012 - Weltmeisterschaft 2013 - Olympischen Winterspielen 2014 - Weltmeisterschaft 2014 - Weltmeisterschaft 2015 - Weltmeisterschaft 2016 - World Cup of Hockey 2016 - Weltmeisterschaft 2019 |

(Legende zur Spielerstatistik: Sp oder GP = absolvierte Spiele; T oder G = erzielte Tore; V oder A = erzielte Assists; Pkt oder Pts = erzielte Scorerpunkte; SM oder PIM = erhaltene Strafminuten; +/− = Plus/Minus-Bilanz; PP = erzielte Überzahltore; SH = erzielte Unterzahltore; GW = erzielte Siegtore; 1 Play-downs/Relegation; Kursiv: Statistik nicht vollständig)